# Janåke Larson
Janåke Ingemar Larson, född 23 januari 1940, död 16 februari 2022 i Lund, var en svensk kyrkomusiker och dirigent. 
Larson studerade på Musikhögskolan i Stockholm och tog examen där 1962. Efter några vikariat som organist i Stockholmsregionen fick han anställning som organist i Allhelgonakyrkan i Lund. Under sina trettiotre år i Allhelgonaförsamlingen byggde han bland annat upp Allhelgonakören och organiserade en omfattande konsertverksamhet. Larson fortsatte därefter sin karriär i samma stad och tjänstgjorde som biträdande domkyrkoorganist i Lunds domkyrka. Vid ett flertal tillfällen anlitades Janåke Larson som ackompagnatör till Birgit Nilsson.
Under åren 1988 till 1999 var Janåke Larsson anförare för Lunds Studentsångförening.

## Utmärkelser
- 1992 – Norrbymedaljen

## Diskografi
- 1972 – Gotik (Proprius).[5]
- 1973 – Den bästa orgelmusiken (Proprius).[5]